# 桜樹ルイ
桜樹 ルイ （さくらぎ るい、1969年3月8日 - ）は、日本の元AV女優、女優。1990年代前半を代表するAV女優で、当時AVは千本売れればヒットと言われる中で、出す作品が毎回コンスタントに八千本から一万本を売り上げる人気を誇り、AVクィーンと呼ばれた。AV時代は1970年3月8日生、東京都出身としていた。趣味はファミコン、特技はエレキベース。

## 略歴
熊本県出身、埼玉県富士見市育ち。埼玉県立富士見高等学校卒業。一つ上の姉と四つ下の弟がいる。ロックが好きで高校の頃、友人たちとバンドを組みボーカルとベースギターを担当していた。高校3年の時にモデル事務所に所属し、授業を終えると歌などのレッスンのため埼玉の自宅から東京へ通い続ける日々を送る。『夕やけニャンニャン』（フジテレビ）の公開オーディションにも出演、『青いスタスィオン』を歌い最終選考まで残った。卒業後の1987年、相沢美紀の名前でモモコクラブ桃組に所属したあと、一ノ瀬 (一の瀬) 雅子に改名。グラビアを中心に活動し、NHK大河ドラマ『春日局』にも端役で出演する。
1989年4月に『アダルトさせて』でAVデビュー、2本の作品に出演するが大きな話題にはならなかったものの、タレントからAV女優へ転身した先駆者とされる。
1990年4月、桜樹ルイと改名し、さらにAVを出すことを条件としてCD、『Papillon』（クラウン）で歌手デビューを果たす。これまでAVでは本番はしていなかったが、転機となったのは当時、作品内で確実に本番行為を行ってることで有名だったダイヤモンド映像に移籍してからで、そのハードな内容で一気に人気に火がつき、以後はトップAV女優として出演を重ねていくが、親に知られて勘当状態となる。このダイヤモンド映像時代の作品群は人気が高い。またメーカーとしてのダイヤモンド映像を飛躍させたキーパーソンの一人ともいわれる。
一時、仕事が親バレして勘当されたが、有名番組に出るようになって、親が帰ってきて良いと認めてくれた。
同年11月にはパッケージ撮影までしていた『豊田薫の口全ワイセツ 1』だが1991年1月、VTRの撮影前に突如失踪、業界中を騒然とさせた。主演女優不在という異常な状況の元でこの作品を担当することになった豊田薫監督は、過去の素材、ダイヤモンド映像の社長の村西とおるや他の専属女優へのインタビュー等で作品を組み立てることになった。ダイヤモンド映像は部屋を借りて、専属女優に住み込みさせる習わしがあったが、作品には「撮影2日前、桜樹ルイの部屋の電話が不通になった・・・」というテロップが挿入されている。これはAVにありがちなフェイクドキュメンタリーではなくて、ノンフィクションとして制作されており、この失踪の理由として桜樹は、ダイヤモンド映像のハードスケジュール、豊田への不信感、村西による贔屓女優との差別で正当に評価されてないことなどを挙げており、失踪後に出した『桜樹ルイの非口全ワイセツ』の中でこのことを糾弾している。その後、改名後のデビュー作を出したメーカーのVIPの社長の口利きで、業界に復帰することができた。
1991年は桜樹ルイの人気は頂点を極め全国でサイン会を決行、歌舞伎町のビデオショップにファン300人、特に北海道では3ヶ所で1,300人を集めた。6月6日に専修大学でイベントに出演、10月31日、東京経済大学の学園祭に招かれステージで歌い、その夜は中央大学でトークショーを行い、その模様は『こだわりTV PRE★STAGE』（テレビ朝日）で放送された。11月2日には立教大学の学園祭にも出演し、300人余りのファンの前で歌やトークショー、ゲームで盛り上がった。
12月18日、東京大飯店でAVメーカーのVIP、KUKI、ジャパンホームビデオ、ロイヤルアートが合同で行った「91'AV大感謝祭」でグランプリを受賞。
AV誌『オレンジ通信』（東京三世社）読者投票1位で1990年度AVアイドル賞受賞。
AV誌『アップル通信』（三和出版）の1991年度の読者の人気投票で年間総合ランキング1位。
雑誌『GORO』（小学館）が行った、1991年度のもっともすぐれたAV女優に送るAVマドンナ横綱賞を獲得。
青年誌『Beppin (雑誌)』（英知出版）の「91年AVペナントレース総決算」という企画において、1991年の最も人気を博した女優として首位打者に選出され、「1991年を代表するAVの顔、今年は桜樹ルイに始まって桜樹ルイに終わった」と評価された。
1991年に俳優、森山周一郎が監督する映画『幻想のParis』 （1992年公開）に出演したのをきっかけに、女優への転身を志し、同年暮れにはAV女優を引退、芸能界への進出を本格化させる。
1992年にはNHKのテレビドラマ『とおせんぼ通り』に出ることによって親との勘当も解ける。
ロックバンドCHERRY LOUIE (チェリー・ルイ) を結成し、CDシングル1枚をリリースした。
しかし1995年10月、元AV女優ということで脱ぐシーンばかり要求される芸能界に行き詰まりを感じて、ストリッパーとして浅草ロック座よりデビュー、連日、超満員の大盛況となる。
1996年にはAV監督の鬼沢修二の求めに応じ短期間AVに復帰、4本の作品に出演。
2000年12月20日、川崎ロック座での興業を最後にストリップを引退。
2023年9月21日、約20年の沈黙を破り公式X（旧Twitter）を開始。15年前に潰瘍性大腸炎を発症（この時点では寛解期）したことも明かした。
2024年9月9日発売の『週刊大衆』でヌードも含めた近影を披露。同日にはデジタル写真集「櫻－SAKURA－」を発売。『週刊大衆』では元AV女優であった小林ひとみとの対談も掲載された事があり、その後、小林の勤めるクラブ「エルプリンセス」で勤務する事を発表した。
2025年1月16日、じっくり聞いタロウ〜スター近況（秘）報告〜（テレビ東京）に「25年以上ぶり」にテレビ出演。
2025年1月22日、復活写真集「桜樹ルイ写真集 RUI」発売。

## エピソード
- ダイヤモンド映像からの失踪事件の具体的な理由として、売り上げでこれだけ貢献しているのに、それに見合う報酬がないことを、後に村西夫人となる乃木真梨子とのギャラの格差を引き合いに出して述べている[12]。
- 書籍、『アダルトな人びと』（講談社）には、専修大学生田キャンパスで行われたイベント、『アダルト ランチ タイム 桜樹ルイのルイは友を呼ぶ』には1,000人余りの学生が集まり、「ルイちゃんの初体験の場所は？」という司会者の質問に「焼肉屋の二階!」という学生たちの回答が瞬時にあり、1人の女性の初体験に関して不特定多数の人間が知っているという状況が驚きをもって語られており、当時の桜樹ルイの人気の凄さを物語っている[27]。
- 週刊少年マガジン（講談社）にて連載された『金田一少年の事件簿』「ファイル4 学園七不思議殺人事件」（1993年6月2日〜8月4日）の登場人物、ミステリー研究会会長3年「桜樹るい子」の名前の元ネタとなった。
- 社会学者の赤川学は桜樹ルイと、そのデビュー直前までAVクィーンの座についていた樹まり子の二人を、顔、スタイル、官能表現の観点から「AV女優として要求される全ての訴求点を満たした究極の存在。」「現在の合理的範囲内で彼女たち以上のインパクトを与えるAV女優の出現を予想することはほとんど不可能。」と語っている[28]。
- 歌舞伎町のイメクラ「スウィートロード」のオーナーであった。
- 1991年6月、元AV男優でマネージャーの男性と結婚したが、翌年には離婚している[29]。
- ダイヤモンド映像の1990年度に出した全作品の売上本数の一位は、桜樹ルイの『ホジってください』だった[27]。
- Netflixで配信された『全裸監督2』（2021年6月24日-）で佐藤あいりが桜樹ルイ役を演じた。劇中の名前は「咲良夢梨亜」で、主に第5話のストリップシーンでの麦わら帽子をかぶっての演技となった。佐藤は「YouTubeや当時のAV作品で桜樹さんを拝見して、メークや喋り方や雰囲気を参考にして撮影に臨みました[30]」「ネットにあがっている桜樹ルイさんの写真や動画を見ました。常に村西さんの近くにいる人なので、知っている人なら、桜樹ルイさんがモデルというのは分かるので、眉毛の濃さ、クリクリした目の雰囲気を出したつもりです[31]」と語っている。

## 作品

### アダルトビデオ（オリジナル作品のみ）
一ノ瀬雅子名義
- アダルトさせて 本気でフォール・イン・ラヴ（1989年4月25日、ティファニー STF-002）
- 真夜中のアバンチュール 不倫妻絶叫（1989年6月25日、小さな映画会社）多人数出演

桜樹ルイ名義
1990年
- 突然、炎のように（6月16日、ビップ 7B-044）[32]
- ホジってください（9月15日、ダイヤモンド映像 DVI-177）[5]
  - ホジってください（2008年5月28日、ダイヤモンド映像 DAIS-020）
- 喰い込みサーキットクィーン はやすぎてもイケないの（10月5日、ダイヤモンド映像 HO-19）他、美雪沙織、野坂なつみ、田中露央沙、沙羅樹、松坂季実子
- 堕天使 たまにはしゃぶりつきたい（10月6日、ステラ STV-1023）
- 新説・伊豆の踊り子（10月15日、ダイヤモンド映像 DVI-187）
  - 新説・伊豆の踊り子（2008年4月25日、ダイヤモンド映像 DAIS-010）
- くやしいけど腰がぬけちゃった（11月15日、ダイヤモンド映像 DVI-195）
  - くやしいけど腰がぬけちゃった（2005年8月30日、ダイヤモンド映像 DVI-037D）
  - くやしいけど腰がぬけちゃった（2008年8月27日、ダイヤモンド映像 DAIS-042）
- 吾輩は猫である（12月25日、ダイヤモンド映像 DVI-210）

1991年
- すすってください（1月25日、ダイヤモンド映像 DVI-219）
  - すすってください（?、ダイヤモンド映像 DDV-04）
- 豊田薫の口全ワイセツ 1（2月7日、ダイヤモンド映像 VVC-04）
- 新説・痴人の愛（2月25日、ダイヤモンド映像 DVI-229）
  - 新説・痴人の愛（2005年8月30日、ダイヤモンド映像 DVI-038D）
- 桜樹ルイ大図鑑（3月11日、ダイヤモンド映像 DVI-233）
  - 桜樹ルイ大図鑑（2004年5月24日、ニューシネマジャパン DDV-004）
  - 桜樹ルイ大図鑑（2005年8月30日、ダイヤモンド映像 DVI-039D）
  - 桜樹ルイ大図鑑（2008年6月27日、ダイヤモンド映像 DAIS-028）
- あなたの胸の中で（3月15日、ヴェスコインターナショナル MAS-019）
- 金閣寺 2（3月22日、ビップ 8B-017）
- 桜樹ルイの固く侵入罪（4月10日、ヴェスコインターナショナル MAS-020）
- 桜樹ルイのどうにもとまらない（4月13日、ステラ STV-1041）
- Bondage Fantasy Vol.11 HIP HOP RUI!（4月20日、大洋図書）
  - HIP HOP RUI! 復刻廉価版（1996年1月10日、大洋図書 606009）
- 女帝ルイI世 悩殺ランジェリーラーゲ（5月17日、ビップ 8B-031）
- 妹の生下着（5月25日、マドンナメイト MV-049）
- 胸さわぎの乙女たち 第七話 同級生は娼婦と令嬢（6月1日、ステラ SDX-007）共演、中山美里
- 胸さわぎの乙女たち 第八話 (完結編) 超過激アイドル伝説（6月29日、ステラ SDX-008）共演、早紀麻未
- ホールどアップ 3（7月12日、ビップ 8D-047）
- ザ・修行 私をしごいて（8月3日、ステラ STV-1053）
- 出血大制服スペシャル（8月30日、ビップ 8B-059）
- 感じる生下着（7月20日、笠倉出版社 CAV32-54）
- 桜樹ルイの非口全ワイセツ（9月20日、ビップ 8E-064）
- 野坂なつみの金閣寺 3（9月27日、VIP 8B-067）- ゲスト出演
- ダブル・エッチ（10月1日、シュベール出版 SSV-001）
- DOUBT 偽りの正装（10月7日、ロイヤルアート DP-31）
- ビザールの花嫁（10月24日、VINL JF62）
- 逆レイプの痴女（10月25日、二見書房 MV-056）
- スーパー・ボンテージ 2（11月9日、ステラ STV-1065）
- フラッシュ・パラダイス（11月22日、アリスJAPAN KA-1435）
- 小悪魔の白い乳房（12月5日、ピラミッド PV-1745）
- 桜樹ルイの発禁行為（12月10日、ホップビデオ KS-02）
- ハイレグだらけの水泳大会（12月24日、ソドム SDM-11）全28名
- 桜樹ルイを犯る!（12月27日、ステラ STV-1072）
- いじってください 2（ヴェスコインターナショナル MAS-046）
- レロレロしちゃった（VIP YG-001）

1992年
- 美術館 桜樹ルイ（1月1日、ビッグマン BJ-002）
- スペシャル・エクスタシー（1月17日、アリスJAPAN KA-1445）
- はやくちょうだい（1月末日、ステラメイト STM-001）※「桜樹ルイのどうにもとまらない」を再編集したもの
- 桜樹ルイの愛のコリーダ（2月21日、ビップ 9B-013）
- 全国AVギャル水泳大会 激闘45分！ 勝ちヌキアヘアヘマッチ（2月22日、大陸書房 PV-1615）全30名
- 桜樹レイのレイプ狂い（3月6日、アリスJAPAN KA-1455）
- ザ・ラスト・オブ桜樹ルイ（4月10日、ビップ 9B-027）※引退作品
- もうくわえきれない 桜樹ルイ（5月、ビップ）※「桜樹ルイを犯る!」を再編集したもの
- ぐしょ濡れ下半身（6月20日、大陸書房/ピラミッド社 PV-1621）
- チェリーボンバー もっと激しく（6月20日、サクセス・ビデオ・コミュニティー SVC-3042）
- たたせてあげる 桜樹ルイ 中山美里（10月末日、VIP）※「胸さわぎの乙女たち 第七話 同級生は娼婦と令嬢」を再編集したもの
- どデカイの知ってるつもり！？（ビッグマン BJ-026）
- しめてシメッタ ゆるめてシマッタ（ビッグマン）

1994年
- 桜樹ルイ AV大全（7月1日、笠倉出版社）
- Tバックだらけでまるごと50人（9月24日、新東宝 SDM-72）全50名

1996年
- 不死鳥ふたたび（3月29日、アトラス21 6A-035）※復帰作品
- リアル・ハードコア 桜樹ルイとFUCKする!!（4月23日、アトラス21 6A-044）
- 超AVアイドル伝説（5月25日、アトラス21 6A-054）
- さよなら桜樹ルイ 伝説から神話へ（7月16日、アトラス21 6A-071）
- スーパーハードエクスタシー（8月、アトラス21 MM-35）
- ハードクイーンロマンス（10月、アトラス21 MM-39）
- 女神昇天（10月、アトラス21 MM-46）

### アダルトビデオ（オムニバス単体作品、BESTもの）
1996年
- プレミアムコレクション Vol.1 桜樹ルイ（9月17日、アトラス21 6A-092）
- プレミアムコレクション Vol.2 桜樹ルイ（10月15日、アトラス21 6A-101）

1997年
- デジタルリマスタリング 桜樹ルイ（3月1日、ロイヤルアート MKDV-011）※「DOUBT 偽りの正装」「スーパー・ボンテージ 2」を収録

1999年
- SHOUT! 桜樹ルイ（5月21日、トータル・メディア・エージェンシー 7ID-5）
- 女帝 桜樹ルイ（7月16日、オー・ケイ出版社 OKV03-37）
  - 女帝 桜樹ルイ（2001年3月23日、メディアバンク AOD-023）
- 伝説 桜樹ルイ（9月25日、日本メディアサプライ DAV-13）

2001年
- わな泣き 桜樹ルイ（7月2日、ニューシネマジャパン GDV-21）
  - わな泣き 桜樹ルイ（2013年12月28日、ダイヤモンド映像 DVI-007）

2002年
- BEST 4時間 桜樹ルイ（10月25日、アトラス21 AVD-114）
  - BEST 4時間 桜樹ルイ（2004年6月30日、アトラス21 RDVA-022）
  - BEST 4時間 桜樹ルイ（2008年5月31日、アトラス21 DAG-011）
- 天使の誘惑 桜樹ルイがイク！（12月2日、ウブ・ビデオ社 DUBV-25）

2003年
- AV伝説 桜樹ルイ（4月28日、スパイスモデル SPD-003）
- vintage 桜樹ルイ（6月23日、エイジーエイ DVIN-002）
- ノーカット・バリューパック！！ 桜樹ルイ（7月18日、アリスJAPAN DV-261）※「レイプ狂い」「スペシャル・エクスタシー」「フラッシュ・パラダイス」を収録
- BEST4時間 桜樹ルイ SECOND（7月25日、アトラス21 AVD-150）※「たまにはしゃぶりつきたい」「ホールどアップ 3」「スーパー・ボンテージ 2」「桜樹ルイを犯る!」を収録
  - BEST4時間 桜樹ルイ 2（2013年10月21日、アトラス21 DAG-017）※「たまにはしゃぶりつきたい」「ホールどアップ 3」「スーパー・ボンテージ 2」「桜樹ルイを犯る!」を収録
- 桜樹ルイ 大全集 さくらぎるいのすべて（9月19日、イー・コンプレックス DMAX-013）
- RE：桜樹ルイ コレクターズカット 2枚組6時間（12月20日、ロイヤル・アート MKDV-114）

2004年
- SUPER IDOL 桜樹ルイ（1月1日、秘宝倶楽部 SPI-001）
- THE☆永久保存版 桜樹ルイスペシャル 1（5月24日、ニューシネマジャパン DDSP-13）
- THE☆永久保存版 桜樹ルイスペシャル 2（5月24日、ニューシネマジャパン DDSP-14）
- TThe Best of No.1 桜樹ルイ Deluxe（10月15日、FIVE STAR DAJ-046）

2005年
- DECADE 桜樹ルイ（9月16日、ピエロ PAR-119）
- ザ・ベスト 桜樹ルイ（?、麒麟堂 DFKD-001）
  - ザ・ベスト 桜樹ルイ 2（12月15日、麒麟堂 DFKD-008）

2006年
- BEST4時間 桜樹ルイ 3（1月27日、アトラス21 AVD-292）
  - BEST4時間 桜樹ルイ 3（2013年4月1日、アトラス21 DAG-020）
- Legend VOL.5 桜樹ルイ（10月20日、エー・エス・ジェイ GRA-005）※「たまにはしゃぶりつきたい」「小悪魔の白い乳房」「ザ・修行 私をしごいて！」「ぐしょ濡れ下半身」を収録

2007年
- BEST OF LEGEND 桜樹ルイ+（1月19日、メディアバンク AMD-144）
- 桜樹ルイ伝説（3月13日、NEO ATLAS UQUV-042）
- アリスピンクファイル あの新基準モザイクで魅せる！桜樹ルイ（10月12日、アリスJAPAN PDV-025）

2008年
- 桜樹ルイ パーフェクトディスク（6月30日、ロイヤルアート RDP-1004）
- 我輩は猫である／新説・痴人の愛 桜樹ルイ（9月27日、ダイヤモンド映像 DAIP-1）※「我輩は猫である」「新説・痴人の愛」を収録

2009年
- すすってください／伊豆の踊り子（2月25日、ダイヤモンド映像 DAIP-23）※「すすってください」「伊豆の踊り子」を収録
- ホジってください／桜樹ルイ大図鑑（4月28日、ダイヤモンド映像 DAIP-32）※「ホジってください」「桜樹ルイ大図鑑」を収録
- DECADE EX 11 桜樹ルイ（11月27日、ピエロ DEX-11）
- スターファイル 桜樹ルイ（11月30日、マキシング SGSFS-8）

2013年
- Legend Special vol.75 桜樹ルイ（7月19日、エーエスジェイ GRAS-075）※「DOUBT」「スーパー・ボンテージ 2」「桜樹ルイを犯る！」を収録

2020年
- 村西とおる監督作品×桜樹ルイ「ホジってください」（6月19日、MT OFFICE GZMS-004）

### アダルトビデオ（編集作品）
1991年
- リップスティック 桜樹ルイ 庄司みゆき 木田彩水 早紀麻未（6月20日、大洋図書）全4名
- AV TOPギャルズベスト10 3 あぶない贈り物 桜樹ルイ 藤本聖名子 あいだもも 河合美果 ほか（12月15日、笠倉出版社 AVJ32-77）全10名

1992年
- 100人のマドンナ 1 小林ひとみ 桜樹ルイ 村上麗奈 八神康子 御藤静 他（2月15日、笠倉出版社 CAV32-91）全25名
- ベスト5コレクション（3月末日、VIP）全5名
- マドンナメイト スペシャル 特撮版 3（5月25日、二見書房 MV-067）全15名
- AV TOP ギャルズベスト10 4 あぶない贈り物（6月13日 笠倉出版社 AVJ33-16）全10名
- フラパラ8連発 フラッシュパラダイス特選総集編（6月19日、アリスJAPAN KA-1479）全8名
- AV痴恵蔵 108人のマドンナたち 1（7月18日、大陸書房 TFO-39）全36名
- レイプ狂い8連発！（10月2日、アリスJAPAN KA-1500）全8名
- ランジェリー大会 濃縮20連発 8 飯島愛 あいだもも 桜樹ルイ 五十嵐こずえ 他（ファイブスター FV-8911）全10名
- 恥辱のマドンナ スーパーコレクション'93（イメージ・ボックス CV-1107）全12名

1993年
- AV巨乳10年史 1 卑弥呼 松坂季実子 小鳩美愛 冴島奈緒 河合美果 桜樹ルイ 他（8月16日、笠倉出版社）全25名
- AVギャル列伝 4（10月1日、笠倉出版社 CAV34-60）全28名
- 平成マドンナ100選 1（11月5日、笠倉出版社 AJV74-48）全25名

1994年
- トップ10 アイドルコレクション 2（1月25日、二見書房 MV-097）全10名
- AV10年史 2 あなたが選んだベスト女優（4月29日、VIP VEL-021）全13名
- Tバックだらけでまるごと50人 超過激ドスケベゲーム大全集（9月24日、新東宝 SDM-72）全50名
- 120人の美女 AV秘蔵コレション 4 朝岡実嶺 桜樹ルイ 沢口梨々子 葉山レイコ 河合美果 他（11月1日、笠倉出版社 AJV75-44）全30名
- AV巨乳年鑑 2（11月7日、笠倉出版社）全33名
- ザ・レイプ スペシャルコレクション 名場面フラッシュ 特選版（12月25日、二見書房 MV-110）全15名

1995年
- スーパーランジェリーコレクション 憂木瞳 浅倉ケイ 桜樹ルイ 朝岡実嶺 あいだもも 岡崎美女 葉山レイコ 白石ひとみ 美里真理 安藤有里 飯島愛 ほか（5月17日、笠倉出版社）全12名

1996年
- アトラス GORGEOUS（8月30日、アトラス21 6A-085）全9名
  - アトラス GORGEOUS（2015年7月31日、アトラス21 AVD-050）全9名

1997年
- とくばんエレクトマガジン（1月1日、アルタ ALT-2001）全8名

2000年
- アトラスMEGA-MIX 極上の女神たち しいな純菜 岡崎美女 可愛あずさ ほか（9月26日、アトラス21 AVD-035）全18名
- お宝スペシャル AVアイドルFUCK20連発（8月10日、ロイヤルアート MKDV-002）全20名

2001年
- AV20年史 2 あいだもも 桜樹ルイ ほか（2月16日、デジタルドリームデベロップメント DDD-19）多数出演
- Allure 2000 vol.1（8月17日、メディアバンク ARD-027）全8名
- 黄金伝説（8月24日、ロイヤル・アート MKDV-047）全14名
- 生縛り（9月28日、デジタルドリームデベロップメント TLD-8）全10名
- アトラス MEGA MIX 1 極上の女神たち（11月23日、アトラス21 AVD-035）全18名
  - アトラス MEGA MIX 1 極上の女神たち（2015年8月31日、アトラス21 AVD-051）全18名

2002年
- M KING of BEST DVD 五十嵐こずえ 桜樹ルイ 美穂由紀 ほか（1月25日、ロイヤルアート MKDV-061）多数出演
- A.I. ATLAS INTEGRAL（6月21日、アトラス21 AVD-100）全50名
- 真裏流出女優 1（7月18日、GENERA TION-X GXD-01）全6名
- Atlas Adlut Actress Vol.1 16人の射激祭（9月10日、アトラス21 A02-091）全16名
- AV20年史 Deluxe 1（12月20日、FIVE STAR DAJ-001）全100名

2003年
- 巨乳20年史 Deluxe（1月24日、FIVE STAR DAJ-003）全100名
- 伝説の裏ビデオ 1 一の樹愛 桜樹ルイ 卑弥呼（2月10日、帝國映像 KBE-007）全3名
- よみがえるAV黄金期の女優たち 1（写真集+DVD）桜樹ルイ 樹まり子 木田彩水 美穂由紀 青山ちはる（4月1日、鹿砦社 RS-05）全5名
- 村西監督 秘蔵プライベート流出ビデオ 1（5月20日、Vanilla TVA-003）全3名
- プロジェクトXXX AV界を支えた女たち お姉さんセレクション（6月20日、日本メディアサプライ TBD-2801）全10名
- No.1AV 卑弥呼＋桜樹ルイ（7月24日、エー・エス・ジェイ BFD-01）
- ノーカット4時間！！ Tバック水泳大会 田村香織 平井由美 桜樹ルイ 樹マリ子 ほか（8月22日、アリスJAPAN DV-270）多数出演
- THE 巨乳 Fucker 4時間（10月24日、メディアバンク AMD-090）全30名
- VERY BEST OF 80'S AV IDOL'S（12月24日、アルファーインターナショナル GAKD-01）全32名

2004年
- ベスト・オブ・ザ・AVクィーン（4月23日、アトラス21 AVD-186）全6名
  - ベスト・オブ・ザ・AVクィーン（2015年9月30日、アトラス21 ADV-053）全6名
- RE：僕達は忘れない…ウルトラBEST4時間（4月23日、ロイヤル・アート MKDV-128）全12名
- THE 80's GREATEST IDOLS 朝岡実嶺 桜木ルイ 浅倉舞 ほか（8月13日、トータル・メディア・エージェンシー 12ID-049）多数出演

2005年
- 濃縮リバイバー VOL.1 桜樹ルイ クミコ・グレース（7月22日、グラントレコーズ BTRR-001）
- BEST OF 240 COLLECTION（10月28日、アトラス21 AVD-274）全6名
- アリス・メモリアル 1992（11月25日、アリスJAPAN DV-550）全4名
- The Best of No.1 Special Selection II 葉山レイコ 桜樹ルイ 松坂季実子 イヴ 菊池エリ（12月9日、FIVE STAR DAJ-069）全5名

2006年
- Star girls Mix 桜木ルイ 白石ひより（2月6日、麒麟堂 DST-004）
- 松坂季実子、卑弥呼、桜樹ルイ 大全集（5月19日、イー・コンプレックス DMAX-14）全3名
- Actrice 6 1985～1995 トップAVアイドル Best 20（9月5日、アイザックTOKYO ZD-10）全20名
- AV黄金期スーパーアイドル20人 たっぷり4時間（9月29日、ロイヤルアート RDO-1022）全20名
- 胸さわぎの乙女たち vol.4（12月20日、アトラス21 AVD-344）全3名

2007年
- 平成美女22人（8月1日、チャンネルヴィ HBS-001）全22名

2008年
- 激裏大放出！！あのアイドルたちのお宝映像集（10月7日、G-STYLE HGWD-019）全10名
- PENT-JAPANスペシャル VOL.151 付録DVD 桜樹ルイ 牧野遥 水月涼 ほか（10月15日、ぶんか社 DC8H18-1）

2009年
- DECADE GALS SPECIAL 01（3月27日、ピエロ PAR-232）全10名
- AVアイドル秘宝館 5時間（4月25日、ビースバルプロモーション BSDV-270）全10名
- 伝説の女優ダイヤモンドコレクション500分 松坂季実子 卑弥呼 桜樹ルイ 野坂なつみ 田中露央沙 ほか（11月28日、フラットコーポレーション FD-287）全10名

2010年
- 逆輸入 2010年過激無●正映像集ー女優編ー 白石ことこ 小沢まどか 金沢文子 野坂なつみ 可愛あずさ ほか（10月7日、AVマーケット QDHL-04）多数出演

2011年
- アリスピンクファイル歴代人気女優20名（6月24日、アリスJAPAN PDV-141）全20名
- なつかしの80sAVアイドル32人200分SPECIAL（11月1日、エマニエル EMAZ-150）全32名

2014年
- FLASH DVD 80～’90年代を彩った「ダイヤモンド映像」女優のプレミアムヌード 松坂季実子 高倉真理子 沙羅樹 桜樹ルイ（3月11日号 特別付録、光文社 FLASH-1275）全8名

2016年
- 桜樹ルイがイク!（7月30日、群雄社 DVI-030）

発売年不明
- コレクター北条満編集 41 完全絶頂コレクション痙攣60人（コレクターズ・システム販売 HJM-41）VHS 全60名
- ナマ撮り本番 流出版 桜樹ルイ（? NR-05）VHS
- ザ・クライマックス アダルトビデオ通信 VOL.2 桜樹ルイ 早瀬理沙 ほか（アイディ出版 ID-02）VHS
- 原色のヴィーナス 桜樹ルイ 梶谷ひろこ 川田純子（ビッグワークス BD-1）VHS 全3名
- Sweet Angels Vol.1 桜樹ルイ（ニューシネマジャパン SWEETANGELS-01）DVD
- 愛人関係 佐伯琴美 桜樹ルイ（コールファック CFE-38）DVD
- あげいん 桜木ルイ（SLOPPING HORSE DSH-28）DVD
- 桜木ルイ 3枚組990円（ダイヤモンド 3DAIP-001）DVD

### 一般ビデオ作品
- 稲川淳二と田村ガンの関東心霊スポット（1992年6月21日、バンダイビジュアル SBV-23）
- 開運Body占い 1（1999年3月5日、マクザム MAV-72）監修:秋津彩雲、ナビゲーター:桜樹ルイ
  - 開運Body占い 1（1999年7月17日、日本コロムビア SVVR-63）監修:秋津彩雲、ナビゲーター:桜樹ルイ
- 開運Body占い 2（1999年3月5日、マクザム MAV-73）監修:秋津彩雲、ナビゲーター:桜樹ルイ
  - 開運Body占い 2（1999年7月17日、日本コロムビア SVVR-64）監修:秋津彩雲、ナビゲーター:桜樹ルイ
- 開運Body占い 3（1999年3月5日、マクザム MAV-74）監修:秋津彩雲、ナビゲーター:桜樹ルイ
  - 開運Body占い 3（1999年7月17日、日本コロムビア SVVR-65）監修:秋津彩雲、ナビゲーター:桜樹ルイ

### アニメビデオ（アフレコ）
- 妖獣教室 3（1991年8月5日、徳間書店/大映）
- 妖獣教室 4（1991年10月18日、徳間書店/大映）
- 妖獣教室 第2章（2000年4月26日、徳間ジャパンコミュニケーションズ TKBA-5004）※Vol.3とVol.4を収録

## 出演

### オリジナルビデオ
- ダイハード・エンジェルス 危険に抱かれた女たち（1991年4月1日、日本ビデオ映画）監督:沢田アーサー貢[33]
- ダイハード・エンジェルス 2 危険に抱かれた女たち（1991年5月10日、日本ビデオ映画）監督:沢田アーサー貢[34]
- エッチでハッピー ピン!ピン!ピン!（1991年9月5日、J.V.D.）監督:神代雅喜[35]
- 新・傷だらけの天使たち 青春野望篇（1991年10月25日、TCC）監督:井上眞介[36]
- 死神の使者 DEATH MESSENGER（1991年11月8日、東映ビデオ）監督:成田裕介[37]
- 私をベッドにつれてって ゴーストに抱かれた花嫁（1992年4月25日、バップ）監督:北畑泰啓[38]
- AV女学院 天使のパンツは校則違反（1992年4月25日、マクザム）監督:大沼栄太郎[39]
- おじいちゃん今日は 桜樹ルイ in PARIS（1992年8月28日、NUAプロジェクト (タキコーポレーション)）監督:高原秀和[40]
- どチンピラ 9（1994年10月21日、SHS (セイヨー)）監督:村田忍[41]
- どチンピラ 10（1995年1月1日、SHS (セイヨー)）監督:村田忍[42]
- BE-BOP-HIGHSCHOOL 極道の娘バトルロイヤル篇（1997年1月10日、東映）監督:成田裕介[43]
- BE-BOP-HIGHSCHOOL 先輩番長純情篇（1997年2月14日、東映）監督:成田裕介[44]
- Mの究極（1997年7月21日、ミュージアム）監督:片岡修二[45]
- 皆殺しの天使 ビデオの中に悪魔がいる（1997年7月21日、ミュージアム）監督:長澤雅彦[46]
- 痴漢手記 午前8時の性衝動（1997年11月21日、カレス・コミュニケーションズ）監督:杉山太郎[47]
- 大満足（1997年、神楽坂映画社）監督:錦織良成[48]
- 実録日本ヤクザ抗争史 鯨道3 破門状（2001年、ジーピー・ミュージアム）監督:渡辺貴文[49]
- 実録日本ヤクザ抗争史 鯨道4 残侠譜 完結編（2001年、ジーピー・ミュージアム）監督:市川徹[50]

### 映画
- 美姉妹 絡み合い（1990年12月、エクセス）監督:石井始 - 主演[51] ※AV「新説・伊豆の踊り子」を60分に再編集したもの[52]
- 桜樹ルイ 性感・舌なめずり（1991年8月9日、エクセス）監督:麻羅魔少将 - 主演・雪江 役[53]
- 桜樹ルイ ぐしょ濡れ下半身（1992年2月28日、エクセス）監督:浜野佐知 - 主演[54] ※1997年「欲望下半身」に改題し、リバイバル公開[55]
- 幻想のParis（1992年3月21日、ヒーロ・コミュニケーションズ）監督:森山周一郎 - 相川みどり 役[56]
- 東雲楼 女の乱（1994年10月1日、東映）監督:関本郁夫[57]
- 銀座警察 武闘派刑事（1994年10月29日、シネマ・パラダイス）監督:高瀬将嗣 - 志保 役[58]
- チンピラぶるーす ど・アホ!（1996年1月27日、ファニーエンジェル）監督:小笠原佳文 - 煙草屋のお姉さん 役[59]
- 銀の男 青森純情篇（ビデオ題:銀の男 六本木ホスト伝説 青森純情篇）（2002年1月19日、シー・アイ・エースタッフ）監督:高橋玄 - 村川玲子 役[60]
- M/村西とおる狂熱の日々 完全版（2019年11月30日、東映ビデオ）監督:片嶋一貴[61]

### テレビドラマ
- 春日局 第10話 秀吉逝く・第14話 夫の危機（1989年3月12日・4月9日、NHK・大河ドラマ）
- 土曜ワイド劇場
  - 市毛良枝の美女探偵シリーズ 第6作 セールスレディ連続殺人事件（1991年12月21日、テレビ朝日）- 小島照代 役
  - 推理小説作家・沢木麻沙子 第4作 京都・グアムミステリーツアー（1995年4月1日、テレビ朝日）- 宮本理恵 役
  - まじめ警部補とかたやぶり刑事 第2作 ランジェリーモデル殺人事件!（1997年10月25日、テレビ朝日）- 小林千鶴 (被害者) 役
- 土曜ドラマ とおせんぼ通り（1992年12月12日、NHK）- 茜 役
- 家政婦は見た! 第9話 新婚夫婦の秘密（1997年12月4日、テレビ朝日）- 葉月ナオミ 役
- 冷たい月（1998年1月12日 - 3月16日、よみうりテレビ 日本テレビ）
- チェリー（2001年8月6日 - 8月27日、日本テレビ）

### バラエティー
- パラダイスGoGo!!（1989年5月26日、フジテレビ）
- オールナイトフジ（1990年8月11日、フジテレビ）
- アイドル水泳大会 ドキ！丸ごと水着・女だらけの水泳大会10（1992年7月21日、フジテレビ）
  - アイドル水泳大会 ドキッ！丸ごと水着女だらけの水泳大会18（98冬）（1998年3月12日、フジテレビ）
- 金髪先生（1996年、テレビ朝日）第一期、レギュラー
- ギルガメッシュないと（テレビ東京）
- トゥナイト2（テレビ朝日）
- 風雲たけし城（TBS）[9]
- しまうまのおしり（毎日放送）3代目アシスタント
- 福ぶくろ（テレビ朝日）
- 大顔面TV（テレビ大阪）
- 紳助のとんでもいい夢（日本テレビ）
- 志村X(フジテレビ)
- 志村けんのバカ殿様! '99だっちゅーの!!（1999年1月6日、フジテレビ）
- じっくり聞いタロウ〜スター近況（秘）報告〜（2025年1月16日、テレビ東京）- 「25年以上ぶり」のテレビ出演 [25]

### ラジオ
- ルイとあすかのわがままサンデー （茨城放送、1990年1月 - 1990年3月、毎週日曜日16:30 - 17:00　森村あすかと共演）[62]

## 音楽

### シングル
| 枚                                     | 発売日                                 | タイトル                                                                     | c/w                                                                       | 規格品番                               |
| クラウンレコード / PANAM 桜樹ルイ 名義 | クラウンレコード / PANAM 桜樹ルイ 名義 | クラウンレコード / PANAM 桜樹ルイ 名義                                       | クラウンレコード / PANAM 桜樹ルイ 名義                                    | クラウンレコード / PANAM 桜樹ルイ 名義 |
| -------------------------------------- | -------------------------------------- | ---------------------------------------------------------------------------- | ------------------------------------------------------------------------- | -------------------------------------- |
| 1st                                    | 1990年4月21日                          | Papillon 作詞：大津あきら 作曲：高槻真裕 編曲：安藤高弘                      | Be Adult 作詞：鈴木勝視 作曲：安藤高弘 編曲：安藤高弘                     | CRDP-15001                             |
| ZAIN RECORDS / b.jin CHERRY LOUIE 名義 |                                        |                                                                              |                                                                           |                                        |
| 1st                                    | 1992年11月11日                         | さわるんじゃねー 作詞：梅村マキ 作曲：梅村マキ・西田魔阿思惟 編曲：PINK CATS | Dancing in the Night 作詞：LOUIE-SAKURAI 作曲：LOUIE-SAKURAI 編曲：大堀薫 | BJDL-1006                              |

### タイアップ
| 曲名             | タイアップ                                   | 収録作品                     |
| ---------------- | -------------------------------------------- | ---------------------------- |
| さわるんじゃねー | TBSテレビ『Z・U・T・T・O』オープニングテーマ | シングル「さわるんじゃねー」 |

## 書籍

### 写真集
- 熱風写真館 CHIC18 村上麗奈・杉本彩・山崎真由美・水島裕子・桜樹ルイ 他 全18名（1990年5月30日発行、撮影：野村誠一、スコラ）ISBN 9784796200134
- 桜樹ルイ写真集 - オーストラリアロケ（1990年9月15日発行、撮影：村西とおる、ビックマン）ISBN 9784894050488
- SUPER NUDE COLLECTION IV 桜樹ルイ・木田彩水・五島めぐ・あいだもも 他 全27名（1991年1月10日発行、スコラ）ISBN 978-4796295093
- 新説・伊豆の踊り子（1991年1月20日発行、撮影：石原高、ビックマン）ISBN 978-4-89405-062-4
- 桜樹ルイ Lui Sakuragi（1991年1月20日発行、撮影：落合遼一、スコラ）ISBN 9784796200394
- 吾輩は猫である（1991年6月20日発行、撮影：石原高、ビックマン）ISBN 9784894050822
- マドンナメイト・ハード スチュワーデス物語（1991年6月25日発行、撮影：岡克己、二見書房）ISBN 978-4576910673
- 桜樹ルイ写真集（1991年7月20日発行、撮影：落合遼一、スコラ）ISBN 978-4796200394
- VIDEO IDOL COLLECTION 30通のラブレター 91年を彩ったアイドル30人（1991年12月10日発行、英知出版）全30名
- BELLE写真館 フォトの夜明けを飾った美少女たちがこの一冊に満載！ あいだもも・丘咲ひとみ・桜樹ルイ 他（1992年1月1日発行、撮影：西田幸樹、英知出版）ISBN 9784754213220
- 週刊プレイボーイ特別編集 プレイボーイの本 完全保存100GALS＆NEW CARS 桜樹ルイ・田中律子・中山忍・山崎真由美 他（1992年1月1日発行、集英社）全100名
- NOON＆MOON 真昼と真夜中  河合美果・工藤ひとみ・高見沢杏奈・五島めぐ 他 全25名（1992年10月発行、撮影：斉木弘吉、ぶんか社）ISBN 9784821120024
- 桃色吐息 sexy mirage 乱舞91人・エロスの響宴（1993年7月5日発行、テイ・アイ・エス）全91名 ISBN 9784886180810
- 桜樹ルイ写真集 TSUGARU PHOTO LIBRARY Vol.4（1993年9月10日発行、つがる）ISBN 9784887230040
- OUTBACK（1994年2月14日発行、撮影：リウ・ミセキ、スコラ）ISBN 978-4796201568
- 5人の小悪魔（1994年2月25日発行、つがる）他、乃木真梨子、松坂季実子、野坂なつみ、高倉真理子 ISBN 9784887230088
- nu（1996年4月12日発行、撮影：リュウ・ハナブサ、リイド社）ISBN 9784845811045
- 東雲楼 女の乱（1994年10月10日発行、ブックマン社）他、多数出演 ISBN 9784893082336
- ギルガメッシュ・ナイト写真集 all collections 嶋村かおり・水谷ケイ・桜樹ルイ 他（1996年8月5日発行、撮影：渡邊香富、ぶんか社）ISBN 9784821121069
- 桜樹ルイ (女神シリーズ 2)（1999年8月10日発行、撮影：リウ・ミセキ、ぶんか社）ISBN 978-4821122912
- ザ・ストリッパー舞姫伝説50人（2000年4月3日発行、撮影：原芳市、双葉社）全50名 ISBN 9784575290820
- L・A・S・T（2000年8月10日発行、撮影：山岸伸、音楽専科社）ISBN 9784872790429
- 櫻（2002年4月15日発行、撮影：山岸伸、コンパス）ISBN 978-4877630874
- ダイヤモンド321 永遠のダイヤモンドガールたち 松坂季実子・桜樹ルイ・藤小雪 他（2003年1月10日発行、ぶんか社）ISBN 9784821124824
- 90's AV女優秘蔵アルバム 桜樹ルイ・小林ひとみ・草凪純 他（2003年1月27日発行、撮影：落合遼一、竹書房）ISBN 978-4812411100
- よみがえるAV黄金期の女優たち 1（写真集+DVD）桜樹ルイ 樹まり子 木田彩水 美穂由紀 青山ちはる 全5名（2003年4月1日、鹿砦社）ISBN 9784846304959
- RUI（2025年1月22日発行、撮影：山岸伸、双葉社）ISBN 978-4575319491
- 炎の記憶（プルプルハウス）ISBN 9784867948170
- Video Gal Clip vol.1（さーくる社）他:佐伯琴美、美穂由紀

### 雑誌
- ベストビデオ（三和出版）
  - 1990年11月号 シナリオ徹底解剖試写室:桜樹ルイ
  - 1991年3月号 巻頭カラー:桜樹ルイ
  - 1991年4月号 綴込付録:桜樹ルイ袋とじポスター
  - 1996年8月号 綴込付録:桜樹ルイ袋とじピンナップポスター
- BEST VIDEO SPECIAL No.4（1991年3月15日、三和出版）
- びでっこクラブ（1991年4月2日、日本文芸社）
- アップル通信 1991年4月号（三和出版）
- URECCO（ミリオン出版）
  - 1991年5月号
  - 1991年8月号
- ビデオメイトDX 1991年6月号（少年出版社）特集:桜樹ルイ完全攻略
- VIP MAGAZINE 1991年6月号（ミリオン出版）
- ビデオ倶楽部 スコラ 1991年7月24日増刊号（スコラ）
- SEXY BODIES（1991年7月25日、司書房）
- GIRL Friends 1991年7月号（若生出版）
- おとこの遊び専科 1991年7月号（青人社） 特別付録:桜樹ルイ等身大ヌードポスター
- ビデオボーイ（英知出版）
  - 1991年8月号
  - 1992年5月号
- ACTRESS アクトレス（リイド社）
  - 1991年9月号
  - 1992年3月号
  - 1992年6月号
- FLASH 1992年2月4日号（光文社）桜樹ルイ:0歳からの「裸の履歴書」
- SEXY LINGERIE CATALOGUE（1992年3月1日、笠倉出版社）他、早紀麻未、岡本ケイ、麗華、秋川典子
- SUPER GALS NOW 1992年3月号（シュベール出版）
- ビデオ・ザ・ワールド（白夜書房）
  - 1992年4月号
  - 1993年6月号
  - 1997年3月号
- AV-DATA’92 VOL.8（1992年6月5日、日本文芸社）
- MEDIA JAPON 1992年8月号（コアマガジン）
- ANNEX VOL.4 スコラ1994年4月27日号増刊号（スコラ）
- 女優別裏ビデオ大全集（1996年2月9日、コアマガジン）
- ギャルズ通信 1996年4月号（日本出版社）ゲンバNOWレポート:桜樹ルイ復帰第一弾!!
- Dr.ピカソ 1996年6月号（英知出版）
- オレンジ通信 no.189 1997年9月号（東京三世社）
- Sexy Dolls 29 1996年10月号（宝島社）
- PENT-JAPAN スペシャル VOL.151 2008年10月号（ぶんか社）付録:DVD1枚
- 激撮 本当にあったHな話 2009年1月号（ぶんか社）

連載
- 桜樹ルイのおねだり対談（1990年12月31日号 - 1991年2月25日号、週刊大衆 双葉社 ）
- 眠れぬ夜に読むラジオ（2024年11月18日号 - 、週刊大衆）※小林ひとみとの対談コラム

### コミック
- AVギャル初体験物語(2) 林かづき 五島めぐ 早瀬理沙 田中露央沙 桜樹ルイ 寺崎泉（著者:葉月かずお）（1991年4月10日、日本文華社）ISBN 9784821193356